# Дамскер, Алла Ароновна
Алла Ароновна Дамскер (род. 17 июля 1980, Ленинград) — российский сценарист, режиссёр, телеведущая, педагог, знаток телеигры «Что? Где? Когда?».

## Биография

### Образование
Окончила Санкт-Петербургскую академию театрального искусства (ныне — РГИСИ) по специальности «Менеджер исполнительских искусств». Параллельно обучалась на курсе актёрско-режиссёрского мастерства. В 2008 и 2009 годах прошла курс по повышению квалификации сценаристов и режиссёров А. Митты. Имеет дипломы об окончании курсов Роберта Макки, Нила Ландау, Джона Труби.
Преподавала в Санкт-Петербургском университете кино и телевидения, Школе журналистики. На данный момент является создателем своей школы сценарного мастерства «Пишу кино». Её ученики обладатели престижной премии «ТЭФИ», а также призёры многих молодёжных конкурсов кино.

### В «Что? Где? Когда?»
Алла участвовала в телеигре «Что? Где? Когда?» 16 и 30 декабря 2000 года, входила в команду Интернета, набранную по результатам онлайн-игры одновременно с игрой в прямом эфире. Стала обладательницей приза зрительских симпатий и в финале своей первой игры получила «Хрустальную сову».

## Работы

### Сценарист и редактор
Более шести лет работала на телевидении — на петербургском Пятом канале и канале 100 ТВ, где занимала должность шеф-редактора большой студии и была автором и ведущей различных программ. Сценарист многих серий ток-шоу «Наболевший вопрос» и программы «Личные вещи» на Пятом канале. Первая на российском телевидении подняла тему донорства крови и постановки психиатрических диагнозов у детей в детских домах. Вела шоу «Ум за разум» на телеканале «100 ТВ».

### Кинематограф (сценарист и режиссер)
Автор сценариев
- «Литейный» (сериал, 6 сезон)
- «Нина. История любви»
- «Дети Спарты»
- "Чемодан"
- "Цветаева Open"

Хэдрайтер
- «Казнокрады» (сериал)

Соавтор сериалов:
- «Билан»
- «Сплит. Тайна крови»
- «Бесстыдники» НТВ
- «Три счастливых женщины»
- "Собиратель камней"

Режиссёр и сценарист
- «Чемодан» (короткометражный фильм)
- «Рефлексия» (короткометражный фильм)
- "Цветаева. Open" (документальный)

Участвовала в Каннском кинофестивале 2016, фестивале «Короче 2016», номинировалась на премию «Золотой орел».
Режиссёр и драматург:
- музыкального мультимедийного спектакля "1926". Премьера состоялась в Санкт-Петербурге 25 января 2019 года. Спектакль поставлен по пьесе, созданной на основе переписки Марины Цветаевой и Бориса Пастернака. Актёрский состав: Елизавета Боярская, Анатолий Белый, Дмитрий Синьковский (скрипка)
- спектакля "Локдаун". Премьера 1 ноября 2021 года
- спектакля "Любовь/Блок". Премьера 16 декабря 2024 года. Художник постановщик Мария Утробина. Музыка Петра Налича. В главных ролях: Артур Козин, Александр Девятьяров, Алена Бабенко.
- спектакля "Орфей и Эвридика". Премьера 10 февраля 20025 года. Совместный проект с Тель-Авивской филармонией.